# Comuna Duniv, Zalișciîkî
Duniv (în ucraineană Дунів) este o comună în raionul Zalișciîkî, regiunea Ternopil, Ucraina, formată din satele Duniv (reședința), Șciîtivți și Vîhoda.

## Demografie
Componența lingvistică a comunei Duniv
     Ucraineană (99,86%)
     Alte limbi (0,14%)
Conform recensământului din 2001, majoritatea populației comunei Duniv era vorbitoare de ucraineană (99,86%), existând în minoritate și vorbitori de alte limbi.